# LIPS (KAT-TUNの曲)
「LIPS」（リップス）は、KAT-TUNの6枚目のシングル。2008年2月6日にJ-One Recordsから発売された。

## 概要
表題曲「LIPS」は、メンバーの亀梨和也が主演する日本テレビ系土曜ドラマ『1ポンドの福音』の主題歌。前作に引き続き2クール連続のドラマ主題歌であり、「僕らの街で」から4作連続のドラマ主題歌となっている。
スタンドマイクを用いての披露が多く、基本的に本人が踊る振り付けはない。

## 収録曲

### CD
※は通常盤/初回プレス仕様、※※は通常盤・通常盤/初回プレス仕様のみ収録。
1. LIPS
作詞：Axel-G、RAP詞：JOKER、作曲・編曲：Yukihide "YT" Takiyama
  - 亀梨和也主演 日本テレビ系土曜ドラマ『1ポンドの福音』主題歌
2. LOVE
作詞：Axel-G、RAP詞：JOKER、作曲：Erik Lidbom、編曲：Erik Lidbom・Yukihide“YT”Takiyama
3. MESSAGE FOR YOU※
作詞：soba、作曲・編曲：Erik Lidbom
4. LIPS（オリジナル・カラオケ）※※
5. LOVE（オリジナル・カラオケ）※※
6. MESSAGE FOR YOU（オリジナル・カラオケ）※

### DVD
※初回限定盤のみ収録
1. 「LIPS」ビデオ・クリップ＋メイキング

## テレビ出演
LOVE
- 『ザ少年倶楽部プレミアム』（2014年11月19日、NHK BSプレミアム）
4人体制 初披露